# Municipio de Garfield (condado de Decatur)
El municipio de Garfield (en inglés: Garfield Township) es un municipio ubicado en el condado de Decatur en el estado estadounidense de Kansas. En el año 2010 tenía una población de 42 habitantes y una densidad poblacional de 0,45 personas por km².

## Geografía
El municipio de Garfield se encuentra ubicado en las coordenadas 39°47′4″N 100°14′9″O / 39.78444, -100.23583. Según la Oficina del Censo de los Estados Unidos, el municipio tiene una superficie total de 92.38 km², de la cual 92,38 km² corresponden a tierra firme y (0 %) 0 km² es agua.

## Demografía
Según el censo de 2010, había 42 personas residiendo en el municipio de Garfield. La densidad de población era de 0,45 hab./km². De los 42 habitantes, el municipio de Garfield estaba compuesto por el 100 % blancos. Del total de la población el 0 % eran hispanos o latinos de cualquier raza.